# 四條畷市立四條畷南中学校
四條畷市立四條畷南中学校（しじょうなわてしりつしじょうなわてみなみちゅうがっこう）は、大阪府四條畷市にかつて存在した公立中学校。1971年創立、2019年3月廃校。

## 概要
人口増加に伴い、四條畷市立四條畷中学校の校区を分割する形で、1971年に創立した。他の市立中学校同様に、大阪府の中学校としては珍しく学校給食を実施（学校給食センター方式）していた。また、当初は、教科教室型を採用し、科目ごとに教室が決められ、教師は同じ教室に登壇し、生徒は教科ごとに教室を移動をする方式となっていた。

## 沿革
- 1971年 - 創立
- 2018年 - 4月より休校[2]
- 2019年 - 3月末に廃校[1]

## 通学区域
- 四條畷市立四條畷東小学校（現在は閉校）の通学区域全域。
- 四條畷市立四條畷南小学校の通学区域の大部分。
- 四條畷市立四條畷小学校の通学区域の一部。
- 四條畷市立くすのき小学校の通学区域の一部。

## 交通
- 片町線（学研都市線） 四条畷駅。

## 著名な卒業生
- 山脇光治（プロ野球選手）
- 山口智充（俳優、お笑いタレント）
- 谷口功一（プロ野球選手）
- 稲田直樹（お笑い芸人、アインシュタイン）
- 今村信貴（プロ野球選手）（2014.4現在）